# Торріон (округ Сандовал, Нью-Мексико)
Торріон (англ. Torreon) — переписна місцевість (CDP) в США, в окрузі Сандовал штату Нью-Мексико. Населення — 281 особа (2020).

## Географія
Торріон розташований за координатами 35°47′35″ пн. ш. 107°12′45″ зх. д. / 35.79306° пн. ш. 107.21250° зх. д. (35.793153, -107.212402).  За даними Бюро перепису населення США в 2010 році переписна місцевість мала площу 35,95 км², уся площа — суходіл.

## Демографія
Згідно з переписом 2010 року, у селищі мешкало 326 осіб у 80 домогосподарствах у складі 64 родин. Густота населення становила 9 осіб/км².  Було 88 помешкань (2/км²).
Расовий склад населення:
| - 92,9 % — корінних американців - 4,0 % — білих - 1,2 % — осіб інших рас |

До двох чи більше рас належало 1,8 %. Частка іспаномовних становила 2,5 % від усіх жителів.
За віковим діапазоном населення розподілялося таким чином: 34,7 % — особи молодші 18 років, 59,2 % — особи у віці 18—64 років, 6,1 % — особи у віці 65 років та старші. Медіана віку мешканця становила 27,1 року. На 100 осіб жіночої статі у селищі припадало 105,0 чоловіків;  на 100 жінок у віці від 18 років та старших — 99,1 чоловіків також старших 18 років.
Середній дохід на одне домашнє господарство  становив 31 532 долари США (медіана — 21 667), а середній дохід на одну сім'ю — 33 974 долари (медіана — 20 833). Медіана доходів становила 27 361 долар для чоловіків та 28 750 доларів для жінок. За межею бідності перебувало 60,2 % осіб, у тому числі 75,2 % дітей у віці до 18 років та 36,7 % осіб у віці 65 років та старших.
Цивільне працевлаштоване населення становило 95 осіб. Основні галузі зайнятості: освіта, охорона здоров'я та соціальна допомога — 66,3 %, транспорт — 8,4 %, мистецтво, розваги та відпочинок — 6,3 %, публічна адміністрація — 5,3 %.